# 加泰隆尼亞飲食

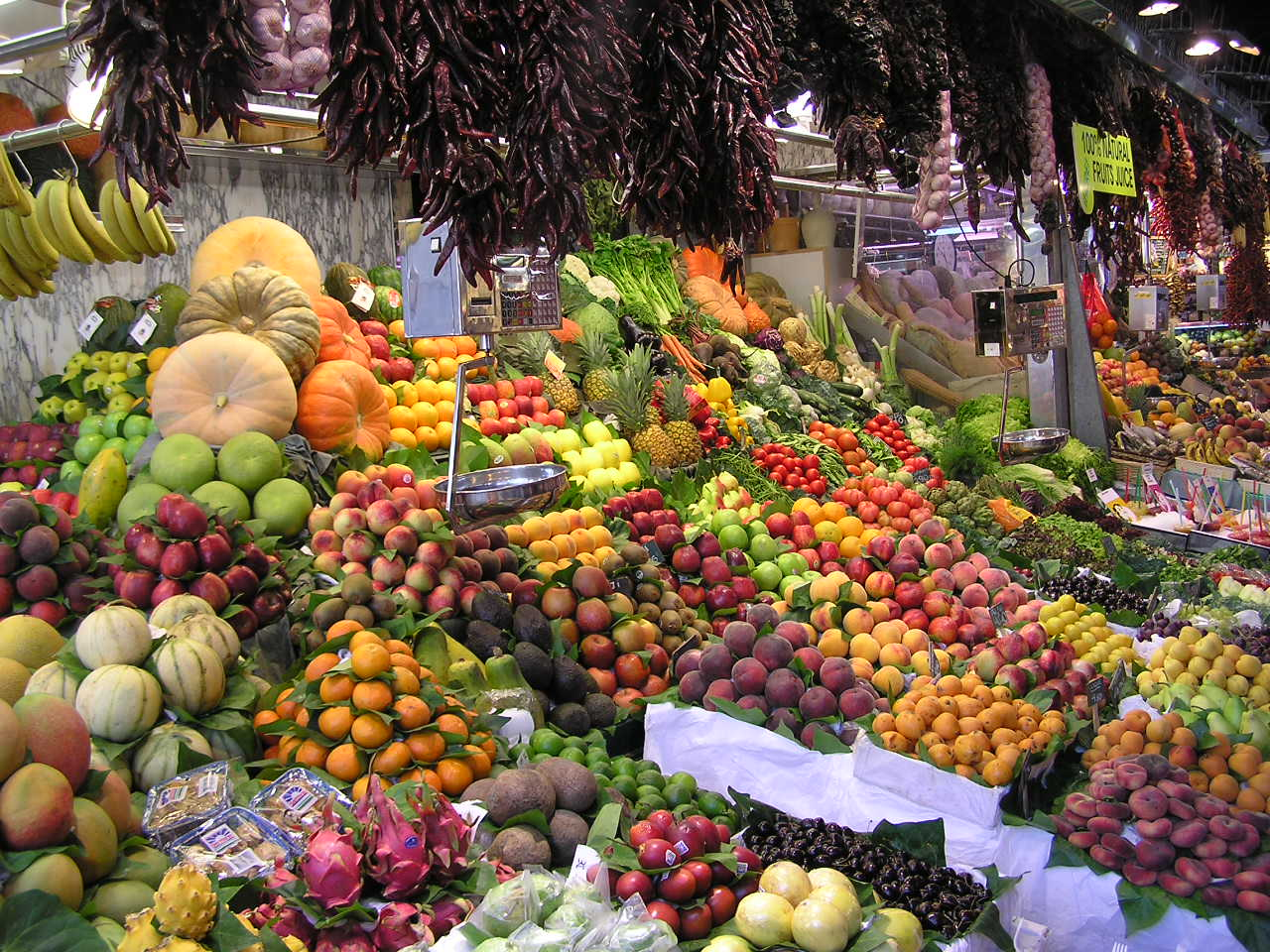
巴塞罗那博蓋利亞市場販售的新鮮水果

加泰隆尼亞飲食是指西班牙加泰隆尼亞地區的飲食文化。

## 歷史
在8世紀之後，摩爾人曾統治加泰隆尼亞的部分地區，他們將砂糖、香辛料、茄子、菜薊、大米、義大利麵等食材帶入加泰隆尼亞。摩爾人到來之前，猶太人也曾來到加泰隆尼亞。外國人給加泰隆尼亞的飲食帶來很大影響。
中世紀時，阿拉貢-加泰隆尼亞王國曾支配地中海大部分地區，使得加泰隆尼亞飲食在歐洲擁有影響力。同時，加泰隆尼亞飲食也開始受到法國飲食的影響。
在弗朗哥執政時期，加泰隆尼亞獨特的飲食文化曾受到壓制。不過在弗朗哥政權結束之後，加泰隆尼亞人已經開始重新認識他們的飲食文化。

## 內容
加泰隆尼亞飲食以蔬菜、肉類、魚類和水果為主要原料。由於位處地中海，地中海食材佔主要位置，包括橄欖油、海產、番茄、葡萄酒等等。
加泰羅尼亞北部的飲食文化較為傳統，而南部則較多使用香辛料，最有名的是西班牙鐵鍋飯。。